# Vadzsra

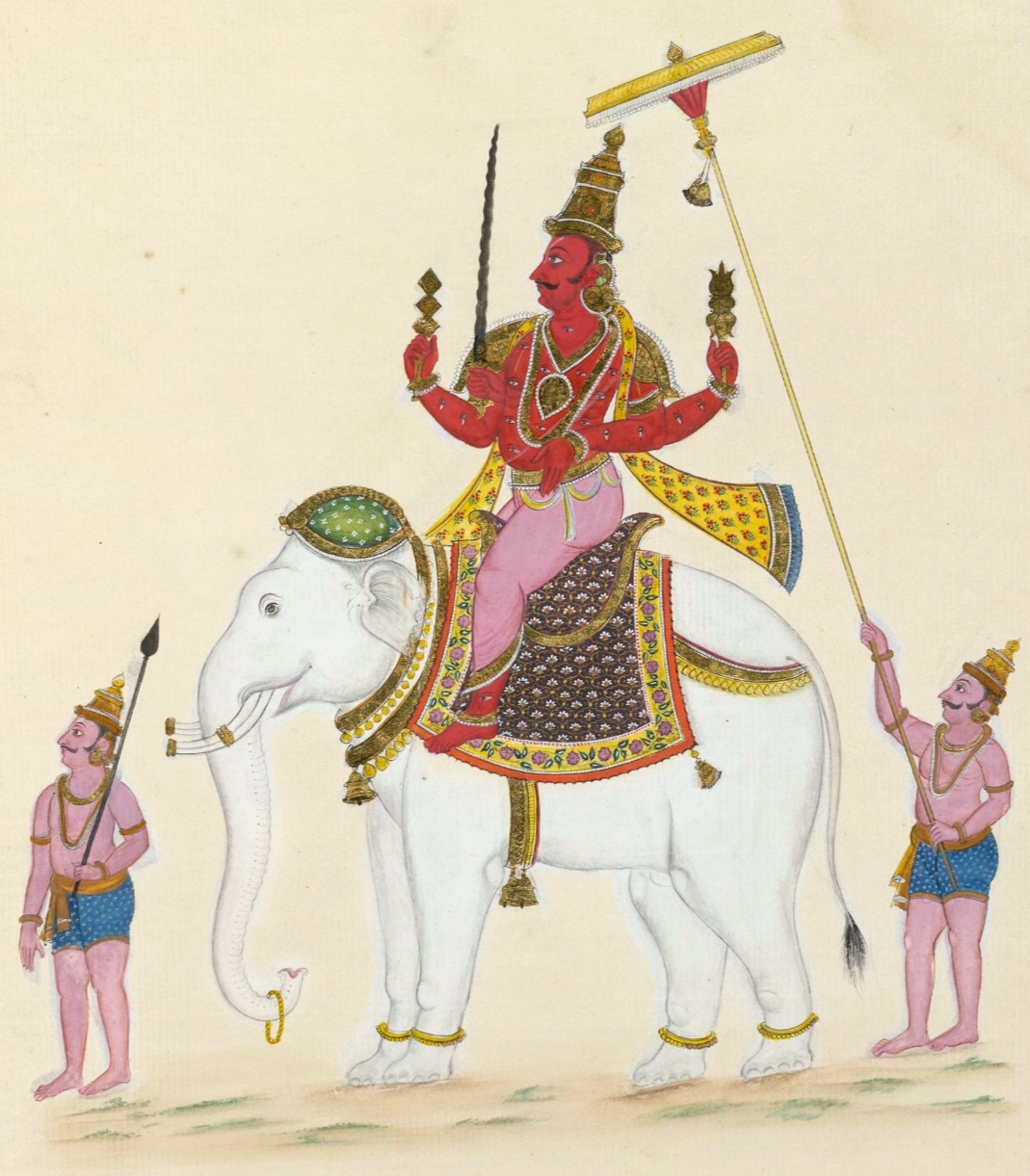
Indra hindu isten Airavata (mitológiai fehér elefánt) hátán, kezében egy vadzsrával.

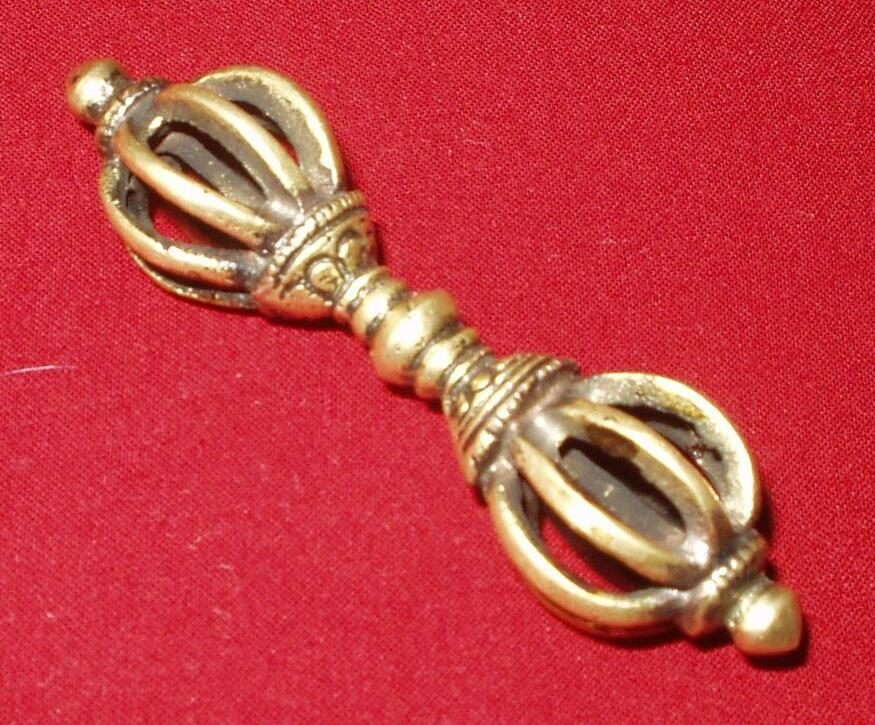
Egy vadzsra.

Egy visvavadzsra vagy "dupla vadzsra" Bhután emblémájában.

A vadzsra szanszkrit szó, melynek jelentése mennykő vagy gyémánt. Ezen felül egy fajta fegyverként is szolgál, amelyet szertartásokon használtak, ugyanis az szimbolikusan rendelkezik a gyémánt elpusztíthatatlanságának és a mennykő ellenállhatatlan erejének tulajdonságaival.
További elnevezései különböző buddhista országok nyelvein: vadzsram (tamil), bodzsro (bengáli), badzsra (maláj), dordzse (tibeti), dordzsi (Dzongkha), vadzsra (indonéz), csinkáng (kínai), geumgangjeo (koreai), kongóso (japán) és Очир ocsir / Базар bazar (mongol).
A vadzsra lényegében egy fajta ütő egy bordázott gömbbel a végén. A bordák labdaalakot formázhatnak vagy szúrósan állhatnak, amikkel szúrni lehet. A buddhizmus dharma hagyományaiban, a dzsainizmusban és a hinduizmusban szimbolikusan használják a vadzsrát, amely a spirituális erőt testesíti meg. Az indiai vallásokból és kultúrákból ered a vadzsra használata szimbolikus és szertartásos eszközként. Később Ázsia más országaiba is elterjedt ez a szokás.

## Korai források

### A Rigvédában
A vadzsra legkorábbi írásos említése a négy Véda közül a Rigvédában szerepel. A mennyország istene és a Rigvédikus panteon legfőbb istensége, Indra fegyvereként említik. Indra a vadzsrát arra használja, hogy a bűnösöket és tévelygőket megölje. A Rigvéda szerint a fegyvert Tvasztar, az isteni hangszerek készítője, készítette Indra számára. Az említett történetben Indra a kígyó formát öltött Vritra aszura ellen fordítja a fegyverét.
A Rigvédában a vadzsra használatáról szóló történetek díszítő jelzőkkel írják le Indrát: Vadzsrabhrit (a vadzsrát viselve), Vadzsrivat vagy Vadzsrin (vadzsrával felfegyverkezve), Vadzsradakszina (a vadzsrát jobb kezében tartva) és Vadzsrabahu vagy Vadzsrahaszta (a vadzsrát kezében tartva). A vadzsra társítása Indrához a későbbi puránikus irodalmakban és buddhista művekben valamelyest módosult. Buddhagósza, a théraváda buddhizmus jelentős történelmi alakja Vadzsrapáni bodhiszattvával azonosítja Indra alakját.

### A Puránákban

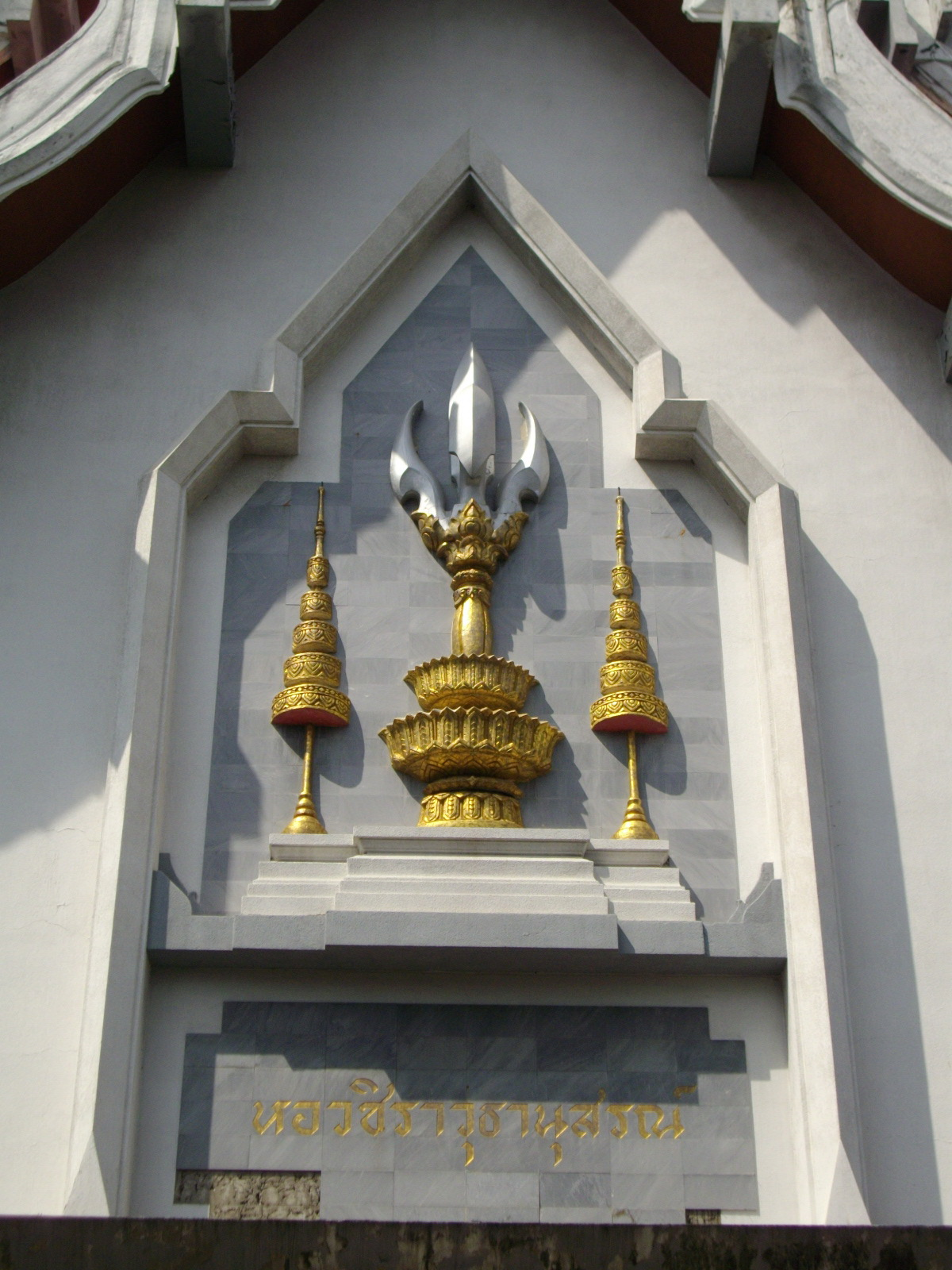
Indra vadzsrája a thai király magánpecsétjén.

Sok későbbi purána jellemzi a vadzsrát. Ezek a korábbi Rigvédikus történetek módosított változatai. Az egyik fontos változatba bekerült Dadhicsi, Siva egyik hű követője. Egy elbeszélés szerint Indrát egyszer elűzte a Dévaloka birodalomból  Vritra, a védák egy démonikus alakja. Vritra olyan áldást kapott korábban, hogy semmilyen odáig ismert fegyverrel nem lehetett őt megölni, illetve semmilyen fából vagy fémből készült fegyver nem árthatott neki. Indra minden reményét elvesztette, hogy visszaszerezze a birodalmát. Felkereste ugyan Sivát, de ő sem tudott segíteni neki. Indra Sivával és Brahmával együtt mentek Visnuhoz tanácsot kérni. Visnu elmondta Indrának, hogy csak a bölcs Dadicsi csontjából készült fegyverrel lehetséges legyőzni Vritrát. Indra és más dévák felkeresték hát a bölcset (akit Indra egyszer már lefejezett), aki azt mondta, hogy segít nekik, de mielőtt meg kellene halnia, szeretne még elmenni zarándokútra az összes szent folyóhoz. Indra ekkor összehívta az összes szent folyót a Naimisa erdőbe, hogy rögvest teljesítse a bölcs kívánságát és ne vesztegessenek további időt. Dadhicsi ezután a jóga művészetét használva vetett véget saját életének. Az istenek ezután fegyvert készítettek a gerincéből, amellyel Indra már képes volt legyőzni Vritrát és vissza tudta foglalni a birodalmát.
A történet egy másik változata szerint Dadhicsit kérték meg, hogy vigyázzon az istenek fegyverére. Dadhicsi sokáig őrizte a fegyvert, ám egy idő után megunta és szent vízben feloldotta azt és megitta. Később, amikor a dévák eljöttek a fegyverért, hogy a Vritra vezette aszurák ellen használják, de Dadhicsi elmondta nekik, hogy mit tett és a fegyver immár a csontjaiban van. Dadhicsi miután megértette, hogy a dévák csak az ő halálán keresztül győzhetik le az aszurákat önszántából odaadta az életét. Brahma Dadhicsi csontjaiból rengeteg fegyvert készített, köztük a vadzsrajudhát is, amelyet a gerincéből készített. Az így készült fegyverekkel ezután a dévák le tudták győzni az aszurákat.
Egyes történetekben a háborús isten Szkanda (Murugan) hordozza a vadzsrát. A mahájána buddhizmusban Szkandának hívják a vadzsrát forgató bodhiszattvát.

## A vadzsrajána buddhizmusban

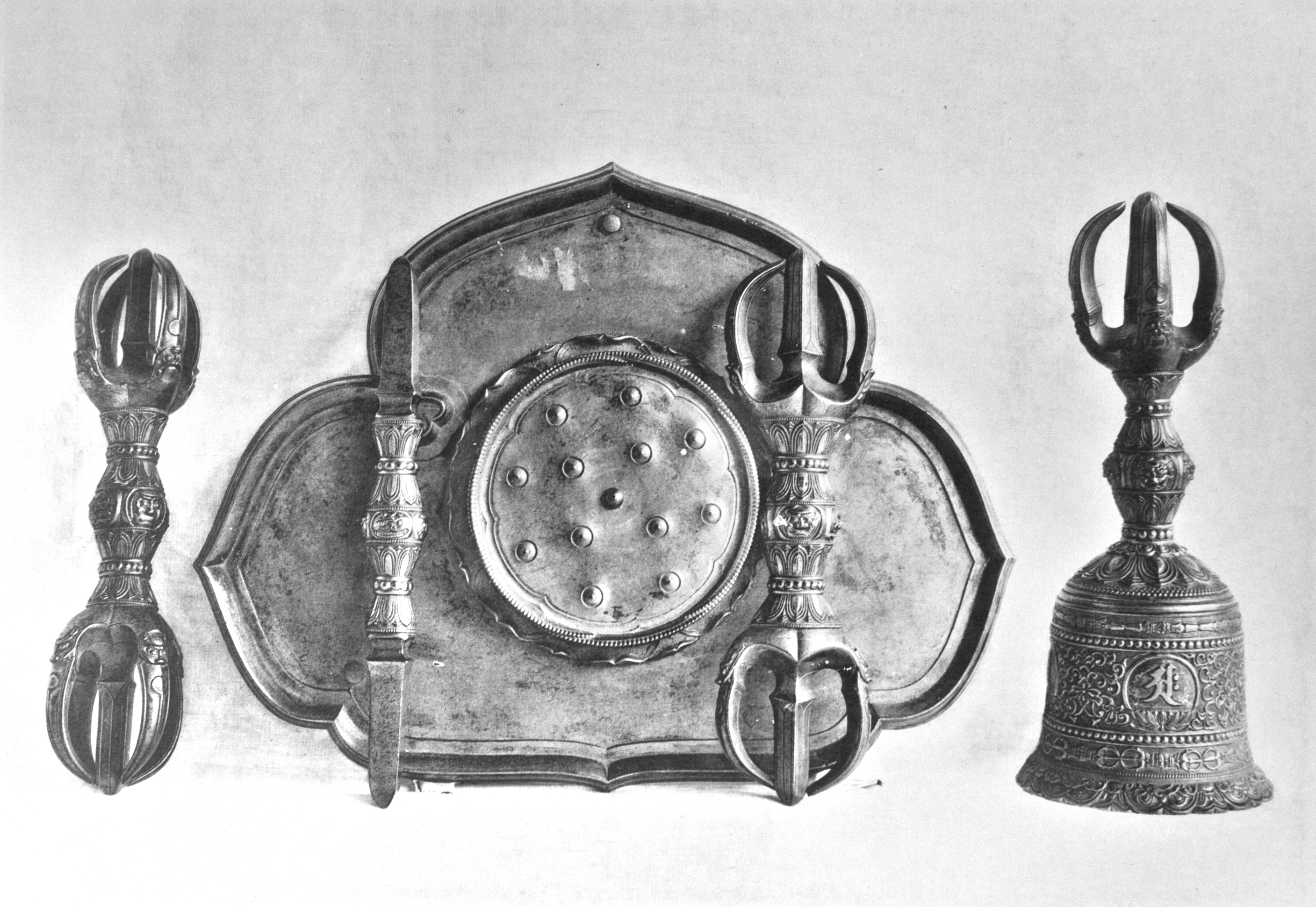
Vadzsra mozsár, vadzsra csengő és vadzsra tál: 五鈷杵 gokoso, 独鈷杵 tokkoso, 金剛盤 kongóban, 三鈷杵 szankoso és 五鈷鈴 gokorei.

A buddhizmusban a vadzsra a buddhizmus három fő ágához tartozó vadzsrajána szimbóluma. A vadzsrajána fordítása "A mennydörgés útja" vagy "Gyémánt Út", amely utalhat a buddhista megvilágosodásra vagy bodhira. Elpusztíthatatlanságot is kifejez, ahogy a gyémánt is keményebb, mint bármely más drágakő.
A tantrikus buddhizmusban (vadzsrajána) a vadzsrát és a  ghantát (csengő) mindenféle szertartások alkalmával használják a lámák vagy a szádhaná bármely buddhista gyakorlója. A vadzsra egy hímnemű poliszemikus szimbólum, amely a tantrában sokféle dolgot jelképezhet. Jelenthet  ügyességet (upája), míg a kiegészítő tárgya, a csengő női szimbólum, amely a bölcsességre (pradzsnyá) utal. Néhány istent úgy ábrázolnak, hogy az egyik kezében vadzsra, a másikban csengő van, amely a bölcsesség és az együttérzés erőinek unióját szimbolizálja.

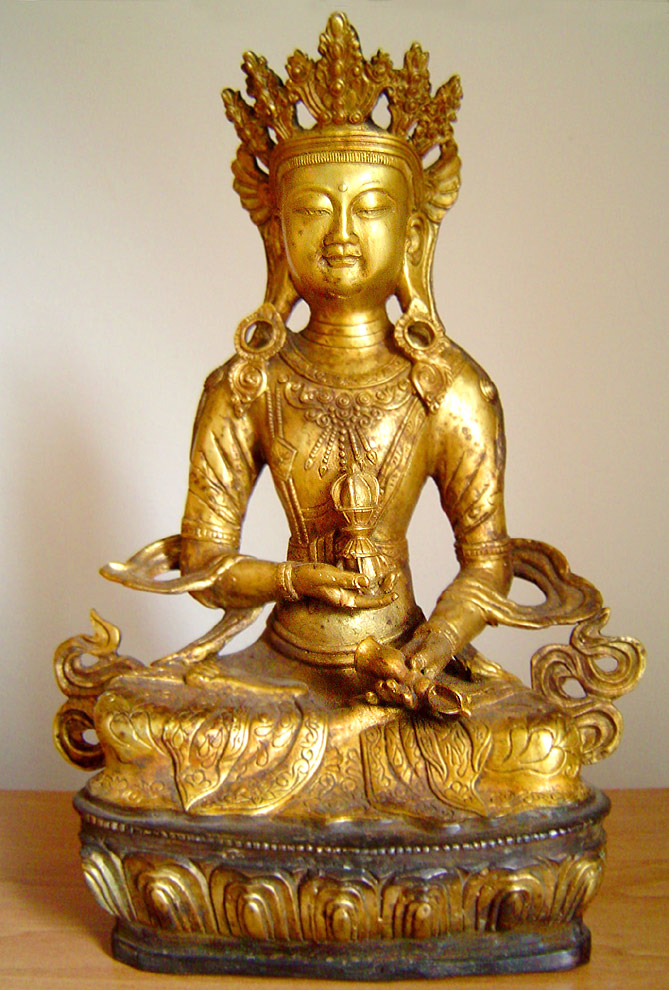
Vadzsraszattva jobb kezében a vadzsra, bal kezében a csengő.

A buddhizmus tantrikus hagyományában a vadzsra a valóság természetének (súnjata), a végtelen kreativitásnak, a potenciának és az ügyességnek szimbóluma. A tantrikus irodalmakban gyakran használt fogalom: a spirituális tanító elnevezése vadzsracsarja, a bódhiszattva megfelelője a vadzsraszattva, és így tovább. A fogalmak, nevek, helyek stb. előtt álló szótag a folyamatos igyekezetet jelképezi, hogy a gyakorló felismerje, hogy minden jelenség átmeneti.

## Szimbolizmus
A vadzsra több részből áll. A közepében van egy golyó, amely a súnjatát (üresség) jelképezi, a világmindenség eredeti természetét, a dolgok összességének egységét. Ebből a golyóból két nyolclevelű lótuszvirág indul ki. Az egyik a jelenségek világát (a buddhista elnevezés szamszára), a másik a jelenségek nélküli világot (nirvána) szimbolizálja. A meg nem világosodott tudat eszerint a kettősség szerint szemléli a világot.
A lótuszvirág szájánál kettő, négy vagy nyolc lény van, amelyeket "makarának" neveznek. Ezek mitológiai, félig hal, félig krokodil lények, amelyek az ellentétek egységét jelentik (vagy a megszokott tapasztalatokon túl eső képességek behangolását). A makarák kiöltik nyelveiket, amelyek egy pontban összeforrnak.
Az ötágú vadzsra (négy makara és a központi villa) a legáltalánosabb fajta vadzsra. Ez utalhat az öt "méregre" és az öt bölcsességre. Az öt méreg mentális tényezőkre vonatkozik, amelyek elhomályosítják a lények eredeti tiszta tudatát. Az öt bölcsesség a megvilágosodott tudat öt legfontosabb tulajdonsága. Mind az öt bölcsességi tulajdonságot egy buddha alakjához kötik. (lásd még: Öt bölcsességbuddha).
Az alábbi táblázat az öt mérget, az öt bölcsességet és az azokhoz kapcsolódó buddhákat tartalmazza:
| Méreg                | Bölcsesség                                       | Buddha         |
| -------------------- | ------------------------------------------------ | -------------- |
| vágy                 | az egyén bölcsessége, megkülönböztető bölcsesség | Amitábha       |
| harag, gyűlölet      | tükörszerű bölcsesség                            | Aksobhja       |
| tévelygés            | valóság bölcsesség                               | Vairócsana     |
| kapzsiság, büszkeség | egykedvűség bölcsesség                           | Ratnaszambhava |
| irigység             | mindent megvalósító bölcsesség                   | Amóghasziddhi  |